# Watkinsville
Watkinsville est une ville de Géorgie, aux États-Unis. Il s'agit du siège du comté d'Oconee.

## Démographie
| 1810 | 1870 | 1880 | 1890 | 1900 | 1910 |
| ---- | ---- | ---- | ---- | ---- | ---- |
| 224  | 643  | 350  | 314  | 351  | 483  |

| 1920 | 1930 | 1940 | 1950 | 1960 | 1970 |
| ---- | ---- | ---- | ---- | ---- | ---- |
| 465  | 425  | 558  | 662  | 758  | 986  |

| 1980  | 1990  | 2000  | 2010  | - | - |
| ----- | ----- | ----- | ----- | - | - |
| 1 240 | 1 600 | 2 097 | 2 832 | - | - |

## Personnalités
- Kumar Rocker (1999-), joueur américain de baseball, est né à Watkinsville.